# 布雷德施泰特
布雷德施泰特（德語：Bredstedt，發音：[ˈbʁeːtˌʃtɛt] ⓘ）是德国石勒苏益格-荷尔斯泰因州北弗里斯兰县的城市，面积9.75平方千米，2023年12月31日人口为5,826人。